# Comisión Nacional de los Derechos Humanos (México)
La Comisión Nacional de los Derechos Humanos es uno de los órganos constitucionales autónomos de México, siendo la principal entidad gubernamental responsable de promover y proteger los derechos humanos, en especial ante la perpetración de abusos por parte de funcionarios públicos o del Estado.
Según el artículo 102 B de la Constitución Política de los Estados Unidos Mexicanos es de carácter federal y posee autonomía de gestión y presupuestaria, así como personalidad jurídica y patrimonio propios. La institución, está acreditada ante las Naciones Unidas con el estatus «A» por el Comité Internacional de Coordinación de las Instituciones Nacionales para la Promoción y Protección de los Derechos Humanos. Desde el 16 de noviembre de 2019, es presidida por Rosario Piedra Ibarra.

## Historia

### Antecedentes
El antecedente más antiguo de la CNDH, es la institución creada en 1847; con el nombre de Procuraduría de Pobres, cuya ley fue promovida por Ponciano Arriaga, en el estado de San Luis Potosí, México. Dicha procuraduría también ha influido en la constitución y principios de muchas de las defensorías del pueblo alrededor del mundo, siendo tal vez la de mayor impacto aparte del modelo escandinavo de ombudsman; esta última, constituirá también un modelo e inspiración para la creación de la Comisión.
Otros antecedentes de la CNDH mexicana lo constituyen la Procuraduría Federal del Consumidor creada en 1985, la Dirección para la Defensa de los Derechos Humanos del Estado de Nuevo León (1979), la Procuraduría de Vecino de la ciudad de Colima (1983), la Defensoría de los Derechos Universitarios, establecida el 29 de mayo de 1985 en la Universidad Nacional Autónoma de México para cumplir funciones similares a una defensoría del pueblo dentro de dicha institución educativa, la Procuraduría para la Defensa del Indígena del Estado de Oaxaca creada en 1986, la Procuraduría Social de la Montaña del Estado de Guerrero de 1988, la Defensoría de los Derechos de los Vecinos del municipio de Querétaro (diciembre del mismo año), y la Procuraduría Social del entonces Departamento del Distrito Federal establecida el 25 de enero de 1989.
El antecedente más directo data del 13 de febrero de 1989, cuando se conformó la Dirección General de Derechos Humanos dentro de la Secretaría de Gobernación de la federación.
La CNDH como tal, fue creada a través de la reforma constitucional del 28 de enero de 1992 (artículo 102.° apartado B), la cual le dio el carácter de «agencia descentralizada» con personería jurídica propia. Otra reforma constitucional, publicada en el Diario Oficial de la Federación el 13 de septiembre de 1999, le concedió su actual autonomía presupuestaria y de gestión, desvinculándola definitivamente del poder ejecutivo.

### La reforma constitucional en materia deDD. HH.
El 10 de junio de 2011 se realizó quizás la más importante modificación de la Constitución Política de México en cuanto a derechos humanos, incorporándose al texto explícitamente temas como la discriminación sexual y el gozo de los DD. HH. por parte de los extranjeros, así como el "respeto a los derechos humanos" como fin de la educación, la constitucionalización del derecho a solicitar asilo, la "protección y promoción de los derechos humanos" como principio normativo de la política exterior, y otros. Además se modificaron artículos constitucionales referentes a la CNDH y a los organismos similares en la república, disponiéndose:
- La obligación a los servidores públicos de responder a las recomendaciones de las comisiones de DD. HH.
- El mandato de establecer y garantizar la autonomía de los organismos públicos de derechos humanos locales en las constituciones estatales.
- Que la "elección del titular de la presidencia de la Comisión Nacional de los Derechos Humanos, así como de los integrantes del Consejo Consultivo, y de los titulares de los organismos de protección de los derechos humanos" se hará mediante consulta pública transparente.
- La facultad de investigación de delitos contra los DD. HH. por violaciones graves.
- La otorgación de competencia en asuntos de violaciones de derechos humanos en el ámbito laboral.

## Funciones
La Constitución Política de los Estados Unidos Mexicanos establece que los organismos de protección de los derechos humanos de las personas, tanto de la unión como de cada Estado, «conocerán de quejas en contra de actos y omisiones de naturaleza administrativa provenientes de cualquier autoridad o servidor público, con excepción de los del Poder Judicial de la Federación y de los de materia electoral, que violen estos derechos» (art. 102).

### Atribuciones
Como se establece en el artículo 6 de la Ley de la Comisión Nacional de los Derechos Humanos; para cumplir con sus objetivos (protección, observancia, promoción, estudio y divulgación de los Derechos Humanos previstos por el orden jurídico mexicano), la Comisión Nacional de los Derechos Humanos posee las siguientes atribuciones:
- Recibir quejas sobre presuntas violaciones a los DD. HH.
- Conocer e investigar presuntas violaciones a los DD. HH. (a petición de parte o de oficio).
- Formular recomendaciones públicas, denuncias y quejas ante las autoridades respectivas.
- Conocer y decidir en última instancia las inconformidades que se presenten respecto de las recomendaciones y acuerdos de los organismos de derechos humanos de las entidades federativas; y por omisiones en que incurran dichos organismos.
- Procurar la conciliación entre los quejosos y las autoridades señaladas como responsables, así como la inmediata solución de un conflicto planteado, cuando la naturaleza del caso lo permita.
- Impulsar la observancia de los DD. HH. en el país y elaborar programas preventivos.
- Proponer a las diversas autoridades del país que promuevan los cambios y modificaciones de disposiciones legislativas y reglamentarias, así como de prácticas administrativas para una mejor protección de los DD. HH.
- Formular programas y proponer acciones en coordinación con las dependencias competentes para impulsar el cumplimiento de tratados, convenciones y acuerdos internacionales en materia de DD. HH. dentro del territorio nacional.
- Elaborar y ejecutar programas preventivos en materia de DD. HH.
- Supervisar el respeto a los DD. HH. en el sistema penitenciario y de readaptación social del país.
- Proponer al Ejecutivo Federal, la suscripción de convenios o acuerdos internacionales en materia de DD. HH.
- La observancia del seguimiento, evaluación y monitoreo, en materia de igualdad entre mujeres y hombres.
- Investigar hechos que constituyan violaciones graves de DD. HH., cuando así lo juzgue conveniente o lo pidiere el Ejecutivo Federal, alguna de las Cámaras del Congreso de la Unión, el Gobernador de un Estado, el Jefe de Gobierno del Distrito Federal o las legislaturas de las entidades federativas.
- Las demás que le otorgue la presente Ley y otros ordenamientos legales.

Además, el artículo 105 fracción II inciso g de la Constitución (modificado en el 2016) le concede la potestad de ejercitar «acciones de inconstitucionalidad [...] en contra de leyes de carácter federal o de las entidades federativas, así como de tratados internacionales celebrados por el Ejecutivo Federal y aprobados por el Senado de la República, que vulneren los derechos humanos consagrados en [la] Constitución y en los tratados internacionales de los que México sea parte».
Se señala expresamente también, que los siguientes asuntos no serán de la competencia de la CNDH:
- 1. Actos y resoluciones de organismos y autoridades electorales
- 2. Resoluciones de carácter jurisdiccional
- 3. Consultas formuladas por autoridades, particulares u otras entidades, sobre la interpretación de las disposiciones constitucionales y legales.
- 4. Cuestiones jurisdiccionales de fondo
- 5. Conflictos entre particulares

#### Recomendaciones e informes
La presentación de recomendaciones públicas con propuestas, por parte de su presidente y ante las autoridades respectivas, es uno de los mecanismos más importantes para el logro de los objetivos de la Comisión. Y, si bien las mismas no son vinculantes, tienen un fuerte impacto en la opinión pública y dentro de las dependencias del gobierno, por lo que en la mayoría de los casos son atendidas y cumplidas (al menos parcialmente). En caso de no ser aceptadas o cumplidas, las autoridades respectivas están obligadas constitucionalmente a responderlas con motivos bien fundados.
La comisión presenta, a través de su presidente y ante la Comisión Permanente del Congreso de la Unión, informes anuales ordinarios en el mes de enero. El art. 53 de la ley establece el contenido del mismo, que llevará «una descripción del número y características de las quejas y denuncias que se hayan presentado, los efectos de la labor de conciliación; las investigaciones realizadas, las Recomendaciones y los acuerdos de no responsabilidad que se hubiesen formulado; los resultados obtenidos, así como las estadísticas, los programas desarrollados y demás datos que se consideren convenientes». También pueden presentarse informes especiales, sobre todo si las autoridades denunciadas evaden o entorpecen el trabajo de la Comisión.

### Normativa
La CNDH guía su actuar de acuerdo con la Constitución Política de México, su Ley de 1992 (de la Comisión Nacional de los Derechos Humanos), tres decretos presidenciales (Decreto que le otorga autonomía, D. que le otorga la facultad para ejercitar acciones de inconstitucionalidad, y D. de reforma constitucional en derechos humanos del 10/06/2011); además de los reglamentos internos emitidos por ella misma:
- Reglamento Interno de la CNDH.
- Reglamento de Transparencia y Acceso a la Información de la CNDH (2003).
- Reglamento sobre el Premio Nacional de Derechos Humanos.
- Reglamento Interno Centro Nacional de Derechos Humanos.
- Manual de Organización General de la CNDH.
- Estatuto del Servicio Civil de Carrera de la Comisión Nacional de los Derechos Humanos.
- Acuerdo por el que se destina un inmueble de 1803 m² al servicio de la CNDH.
- Acuerdo por el que se destina un inmueble de 274.75 m² al servicio de la CNDH.
- Designación de la CNDH como Mecanismo Nacional de Prevención de la Tortura.
- Convenio de Colaboración entre el Gobierno Federal y la CNDH para el Mecanismo Nacional de Prevención de la Tortura.
- Código de Ética y Conducta de la Comisión Nacional de los Derechos Humanos.

También existen acuerdos normativos; y, otras leyes federales aplicables a su ámbito de actuación, como de migración, de combate a la trata de personas, de acceso de las mujeres a una vida libre de violencia, de pueblos indígenas, de las Personas Adultas Mayores, de transparencia y acceso a la información pública, contra la tortura, contra la discriminación, de igualdad, etc.

## Autoridades
La CNDH es dirigida por un Consejo Consultivo compuesto por 10 miembros (elegidos por el voto favorable de dos terceras partes de los senadores nacionales, tras una previa consulta con la sociedad civil). Cada año, los dos consejeros más antiguos son cambiados, salvo que sean reelectos para un segundo período. Las funciones dentro de la Comisión son incompatibles con otros cargos públicos, salvo las académicas.

### Presidente
El presidente del Consejo es también de la Comisión y dura cinco años en sus funciones, pudiendo ser reelegido sólo para un período más.
Artículo 9o.- El Presidente de la Comisión Nacional de los Derechos Humanos
deberá reunir para su elección los siguientes requisitos:
- I.- Ser ciudadano mexicano por nacimiento;
- II.- Tener cumplidos treinta y cinco años de edad, el día de su elección;
- III.- Contar con experiencia en materia de derechos humanos, o actividades afines
- IV.- No desempeñar, ni haber desempeñado cargo de dirección nacional o estatal, en algún partido político en el año anterior a su designación;
- VI.- Gozar de buena reputación y no haber sido condenado por delito intencional
- VII.- Tener preferentemente título de licenciado en derecho.

### Presidentes de la CNDH
| N.º | Nombre                        | Inicio                  | Fin                       |
| --- | ----------------------------- | ----------------------- | ------------------------- |
| 1 | Jorge Carpizo MacGregor       | 6 de junio de 1990      | 4 de enero de 1993        |
| 2 | Jorge Madrazo Cuéllar*        | 14 de enero de 1993     | 26 de noviembre de 1996** |
| — | José Luis Ramos Rivera***     | 27 de noviembre de 1996 | 7 de enero de 1997        |
| 3 | Mireille Roccatti             | 8 de enero de 1997      | 13 de noviembre de 1999   |
| 4 | José Luis Soberanes Fernández | 16 de noviembre de 1999 | 15 de noviembre de 2009   |
| 5 | Raúl Plascencia Villanueva    | 16 de noviembre de 2009 | 15 de noviembre de 2014   |
| 6 | Luis Raúl González Pérez      | 16 de noviembre de 2014 | 15 de noviembre de 2019   |
| 7 | Rosario Piedra Ibarra         | 16 de noviembre de 2019 | En el cargo               |
| * Presidente interino entre el 5 de enero de 1993 y el 13 de enero de 1993. ** Tuvo un período de licencia de junio a diciembre de 1994 en el que Carlos Rodríguez fungió como presidente interino. *** Primer visitador encargado de la Presidencia. |                               |                         |                           |

### Visitadurías y principales dependencias
La principal división de la CNDH lo constituyen seis visitadurías, una Secretaría Ejecutiva, una Secretaría Técnica del Consejo Consultivo, una Coordinación General de Administración y Finanzas, una Coordinación General de Seguimiento de Recomendaciones y de Asuntos Jurídicos, una Coordinación General de Especialidades Técnicas y Científicas, cinco Direcciones Generales (Quejas y Orientación, Difusión de los Derechos Humanos, Planeación y Estrategia Institucional, Seguimiento al Mecanismo Independiente de Monitoreo Nacional de la Convención sobre los Derechos de las Personas con Discapacidad y CENADEH), una Coordinación General de Oficinas Foráneas y un Órgano Interno de Control. Cada visitaduría se encarga de diferentes temas y asuntos relacionados con las violaciones y/o protección de los derechos humanos, y son los principales responsables de investigar las denuncias.
- Primera visitaduría: Presuntos Desaparecidos; Asuntos de la Mujer, la Niñez y la Familia; y Atención a Víctimas del Delito.
- Segunda visitaduría: Presunta violación de Derechos Humanos atribuibles a autoridades.
- Tercera visitaduría: Materia penitenciaria; y Mecanismo Nacional de Prevención de la Tortura.
- Cuarta visitaduría: Pueblos y comunidades indígenas; y Asuntos de la Mujer y de Igualdad entre Mujeres y Hombres.
- Quinta visitaduría: Migrantes; Agravios a Periodistas y Defensores Civiles de Derechos Humanos; y trata de Personas.
- Sexta visitaduría: Asuntos laborales, ambientales, culturales y de carácter económico y social.

## Centro Nacional de Derechos Humanos (CENADEH)
Es el organismo parte de la Comisión, encargado de la difusión, investigación académica, publicaciones y educación en Derechos Humanos, es decir, "estudios e investigaciones académicas en materia de los derechos humanos; fomentar el intercambio académico institucional; formar investigadores, dirigir e impulsar el Centro de Documentación y Biblioteca de la propia Comisión Nacional, organizar y supervisar la publicación de la Gaceta, programar y coordinar la edición de las publicaciones que realice la Comisión Nacional, colaborar con la Dirección General de Planeación y Análisis en la elaboración del informe anual de actividades, así como, organizar e impartir programas de formación académica en el campo de los derechos humanos, ya sea por sí mismo o en colaboración con instituciones nacionales o extranjeras".
En su local se encuentran el Centro de Documentación y la Biblioteca de la CNDH, especializados en temas de derechos humanos, con más de 40 000 volúmenes en su haber; siendo de libre acceso para todo público en su horario de 9:00 a 18:00 horas, de lunes a viernes. Además, en la sede del CENADEH se realizan a menudo actividades académicas y de investigación (diplomados, seminarios, conferencias, una especialización en derechos humanos, cursos y otras).
Su dirección es Avda. Río Magdalena N.º 108 (a 300 m de la Avenida Revolución y a 1700 m de Anillo Periférico Blvd. Adolfo López Mateos), colonia Tizapán, de la Delegación Álvaro Obregón, C.P. 01090, en la Ciudad de México.

## Presentación de quejas
Ante cualquier presunta violación de los derechos humanos propios o de terceros, por parte de autoridades federales, puede presentarse una queja ante la Comisión (salvo en el caso del Poder Judicial) en forma personal o a través de un representante. Sin embargo, no es requisito contar con un abogado o gestor, pues la Comisión cuenta con personal capacitado para asesorar y guiar.
La presentación de quejas y todos los servicios de la CNDH son de carácter gratuito y deben manejarse de manera confidencial. Pueden hacerse por escrito durante las 24 horas todos los días del año, en el local de la Comisión, por fax o por correo. Las personas que no puedan escribir y los menores de edad pueden hacerlo por vía oral.
El oficio debe dirigirse al presidente de la Comisión y contar con: nombre, apellidos, domicilio y, de ser posible, un número telefónico del responsable o quejoso. Además, se deben narrar los hechos denunciados.
La presentación de la queja debe realizarse dentro del plazo de un año contado a partir de la comisión del acto que se considera violatorio de los Derechos Humanos propios o de terceros.

### Locales de la CNDH
La sede principal de la Comisión se encuentra en la calle Periférico Sur N° 3469 (en la esquina con calle Luis Cabrera), colonia San Jerónimo Lídice, de la Delegación Magdalena Contreras, en la Ciudad de México, código postal 10200.
La estación de metro más cercana es Copilco (línea 3), que se encuentra a 5,5 kilómetros; por su parte, la estación Dr. Gálvez de la línea 1 del metrobús se halla a 4,5 kilómetros. Desde y hacia los alrededores de ambas estaciones parten autobuses que pasan muy cerca de la Comisión.
También se hallan locales de atención en otras delegaciones de la Ciudad de México y en ciudades del resto del país, como: Delegación Cuauhtémoc; Delegación Tlalpan (2); Delegación Benito Juárez; Delegación Álvaro Obregón; Tijuana, Baja California; La Paz, Baja California Sur; Cd. Juárez, Chihuahua; Nogales, Sonora; Cd. Reynosa, Tamaulipas; San Luis Potosí; Morelia, Michoacán; Aguascalientes, Aguascalientes; Veracruz, Veracruz; Ixtepec, Oaxaca; Villahermosa, Tabasco; San Cristóbal de las Casas, Chiapas; Tapachula, Chiapas; y Mérida, Yucatán.

## Premio Nacional de Derechos Humanos
Esta importante distinción es entregada anualmente por el presidente de la Comisión, luego de una selección realizada por un jurado especial compuesto por cinco miembros, pertenecientes a la CNDH (2) y al Congreso de la Unión (3).

#### Ganadores
| Año  | Nombre                            | Motivo |
| ---- | --------------------------------- | --- |
| 2020 | Rosa María Álvarez                | Su trabajo a favor de los derechos de la mujer y la defensa de estas garantías, en su calidad de activista. |
| 2019 | Obtilia Eugenio Manuel            | Su destacada trayectoria en la promoción efectiva y defensa de los derechos humanos, desde los 11 años trabajando por su comunidad, el pueblo Ayutla de los Libres, del estado de Guerrero                                      |
| 2018 | Héctor Fix Zamudio                | Promoción efectiva y defensa de los derechos humanos. |
| 2017 | Miguel Álvarez Gándara            | Como director de SERAPAZ, por la promoción efectiva y defensa de los derechos humanos, y su diálogo permanente a favor de la construcción de la paz.                                                                            |
| 2016 | Rodolfo Stavenhagen (post mortem) | Destacada trayectoria en la promoción efectiva y defensa de los derechos humanos de los pueblos y comunidades indígenas. |
| 2015 | Consuelo Morales Elizondo         | Promoción efectiva y defensa de los derechos humanos, especialmente de las personas desaparecidas. |
| 2014 | Juan Manuel Estrada Juárez        | Lucha contra la trata de niños, niñas mujeres y jóvenes, presidente de la Fundación Find, que lucha contra el robo y desaparición de menores; único premio Nacional que ha recibido también la mención Honorífica de CNDH 2013. |
| 2013 | Norma Romero Vázquez              | Promoción y defensa de los DD. HH. de migrantes, líder de "Las Patronas" que alimentan a centroamericanos en tránsito. |
| 2012 | Alejandro Solalinde Guerra        | Ayuda y protección a migrantes. Fundador del albergue Hermanos en el Camino. |
| 2011 | Federico Fleischmann Loredo       | Fundador de Libre Acceso, A.C. Promoción y defensa de los derechos de las personas con discapacidad. |
| 2010 | Isabel Miranda de Wallace         | Se informó que investigó por su cuenta el secuestro de su hijo y que logró la captura de los secuestradores. |
| 2009 | Enrique Morones Careaga           | Promoción y defensa de los derechos humanos de los migrantes. |
| 2008 | Esther Chávez Cano                | Fue una de las primeras personas en documentar y llamar la atención sobre los feminicidios en Ciudad Juárez. |
| 2007 | Jaime Pérez Calzada               | Promoción y defensa de los Derechos Humanos de las personas con discapacidad en México. |